# 요시다촌 (미야기현 도메군)
요시다촌(吉田村)은 미야기현 도메군에 설치되었던 촌이다.